# Pauni
Pauni là một thành phố và là nơi đặt hội đồng đô thị (municipal council) của quận Bhandara thuộc bang Maharashtra, Ấn Độ.

## Địa lý
Pauni có vị trí 20°47′B 79°38′Đ / 20,78°B 79,63°Đ Nó có độ cao trung bình là 226 mét (741 feet).

## Nhân khẩu
Theo điều tra dân số năm 2001 của Ấn Độ, Pauni có dân số 22.583 người. Phái nam chiếm 51% tổng số dân và phái nữ chiếm 49%. Pauni có tỷ lệ 71% biết đọc biết viết, cao hơn tỷ lệ trung bình toàn quốc là 59,5%: tỷ lệ cho phái nam là 80%, và tỷ lệ cho phái nữ là 63%. Tại Pauni, 12% dân số nhỏ hơn 6 tuổi.